# Partito della Fratellanza Nazionale
Il Partito della Fratellanza Nazionale (in arabo ﺣﺰﺐ ﺍلاﺧﺎء ﺍﻟﻮﻃﻨﻲ‎?, Ḥizb al-Ikhāʾ al-Waṭanī) è stato un partito politico iracheno attivo tra le due guerre mondiali, nell'epoca della monarchia hascemita.
Fu fondato da Yāsīn al-Hāshimī nel 1930, in stretta connessione con l'intento dei nazionalisti di chiedere la fine del Mandato britannico, imposto nel primo dopoguerra dalla Società delle Nazioni. 

Yāsīn al-Hāshimī si adoperò per l'incontro tra alcuni esponenti nazionalisti come lui con i componenti del "Partito del Popolo" (Hizb al-sha'b) e alla formazione così nata fu imposto, appunto, il nome di "Partito della Fratellanza Nazionale".
Il partito suscitò consensi negli ambienti politici iracheni e ad essi aderirono preso esponenti quali Rashīd ʿAlī al-Kaylānī, Ḥikmet Suleymān e Muḥammad Zakī e facilitò un'alleanza tattica con l'esistente "Partito nazionalista" per il conseguimento dell'indipendenza del paese dopo la denuncia del Trattato sottoscritto quattro anni prima.
Il partito, di sentimenti panarabi e nazionalisti, ebbe 10 deputati (su 88) e 4 senatori (su 20) nelle elezioni di quell'anno, ma riuscì a svolgere un'efficace azione di opposizione che tuttavia non impedì la firma di un nuovo Trattato, firmato da Nūrī al-Saʿīd, l'uomo più vicino alle posizioni e agli interessi britannici in Iraq.
Il "Partito della Fratellanza Nazionale" reagì con la proclamazione di vari scioperi che riuscirono per la prima volta nella brevissima storia del regno iracheno, a modificare la politica finanziaria assolutamente autocratica del Governo, del tutto chiusa a qualsiasi confronto di fatto con le opposizioni parlamentari.
Fu un breve successo, perché nel 1931 Nūrī al-Saʿīd sciolse tutti i partiti politici, per poter governare senza intralci, con la sostanziale benevolenza della Corona e con il consenso più convinto di Londra e del suo Alto commissario in Iraq.
Nel 1932 tuttavia, con seguita un'indipendenza più formale che sostanziale, con l'ingresso dell'Iraq nella Società delle Nazioni (primo Paese arabo a conseguire un tale risultato), re Faysal I chiese a Nūrī al-Saʿīd di dimettersi, per facilitare l'apertura di una nuova fase politica in Iraq. Il sovrano pensò di chiedere al "Partito della Fratellanza Nazionale" di formare un nuovo Gabinetto ma ricevette un fermo diniego, in coerenza col più volte dichiarato principio che il Partito non avrebbe partecipato all'azione politica governativa fin quando l'indipendenza fosse rimasta vincolata dai tanti lacci e lacciuoli generati dall'ultimo Trattato anglo-iracheno. Come ulteriore segno di coerenza il Partito non si presentò neppure alle elezioni indette nel febbraio del 1933.
Il sovrano nominò nondimeno il 20 marzo del 1933 nuovo Primo ministro Rashīd ʿAlī al-Kaylānī che fu frenato nel suo intento di prendere di petto la Gran Bretagna dalla minaccia di abdicazione del re. I più miti consigli del Primo ministro provocarono un aspro e insanabile dissidio tra questi -  qualificato dal partito "reazionario" - e il partito di cui egli aveva fino ad allora fatto parte.
La morte di Faysal nel 1933 portò al potere il figlio Ghazi ma non spianò le relazioni tra al-Kaylānī e il suo vecchio partito che, anzi, scatenò un'aspra polemica col Primo Ministro che aveva dichiarato la sua intenzione di proseguire nella politica di collaborazione col Regno Unito, ottenendo solo che due membri del suo governo (Suleymān, ministro degli Interni, e Zakī, ministro della Giustizia) forzassero alle dimissioni il loro Primo ministro.
I successivi avvenimenti - in particolare il colpo di Stato di Bakr Ṣidqī del 1936 - ridussero sensibilmente gli spazi politici di manovra del partito, facendo entrare irrimediabilmente in una crisi che non sarebbe mai più stato in grado di controllare e superare, anche per l'esiguità numerica dei suoi iscritti, coerentemente con la struttura di tutti i partiti arabi dell'epoca, espressione più che altro dei personaggi più in vista e potenti della vita politica, con pochi agganci con la realtà produttiva e culturale dei loro rispettivi Paesi.